# Saint-Martin-du-Mont (Côte-d'Or)
Pour les articles homonymes, voir Saint-Martin et Saint-Martin-du-Mont.
Saint-Martin-du-Mont est une commune française située dans le département de la Côte-d'Or en région Bourgogne-Franche-Comté.

## Géographie
D'après l'IGN, c'est sur la commune de Saint-Martin-du-Mont que se trouve le "centre" (centroïde) du département de la Côte-d'Or.

### Climat
Pour des articles plus généraux, voir Climat de la Bourgogne-Franche-Comté et Climat de la Côte-d'Or.
En 2010, le climat de la commune est de type climat des marges montargnardes, selon une étude du Centre national de la recherche scientifique s'appuyant sur une série de données couvrant la période 1971-2000. En 2020, Météo-France publie une typologie des climats de la France métropolitaine dans laquelle la commune est exposée à un climat océanique altéré et est dans la région climatique  Bourgogne, vallée de la Saône, caractérisée par un bon ensoleillement (1 900 h/an), un été chaud (18,5 °C), un air sec au printemps et en été et des vents faibles.
Pour la période 1971-2000, la température annuelle moyenne est de 9,4 °C, avec une amplitude thermique annuelle de 16,5 °C. Le cumul annuel moyen de précipitations est de 965 mm, avec 12,7 jours de précipitations en janvier et 8,4 jours en juillet. Pour la période 1991-2020, la température moyenne annuelle observée sur la station météorologique installée sur la commune est de 9,9 °C et le cumul annuel moyen de précipitations est de 938,1 mm,. Pour l'avenir, les paramètres climatiques de la commune estimés pour 2050 selon différents scénarios d'émission de gaz à effet de serre sont consultables sur un site dédié publié par Météo-France en novembre 2022.
| Mois                                  | jan.             | fév.           | mars          | avril         | mai           | juin        | jui.          | août           | sep.          | oct.            | nov.            | déc.           | année      |
| ------------------------------------- | ---------------- | -------------- | ------------- | ------------- | ------------- | ----------- | ------------- | -------------- | ------------- | --------------- | --------------- | -------------- | ---------- |
| Température minimale moyenne (°C)     | −0,7             | −0,5           | 1,9           | 4,6           | 8,1           | 11,3        | 13,4          | 13,7           | 10,2          | 7,2             | 2,7             | 0,2            | 6          |
| Température moyenne (°C)              | 1,7              | 2,5            | 5,8           | 9,1           | 12,7          | 16,4        | 18,7          | 18,5           | 14,5          | 10,6            | 5,4             | 2,6            | 9,9        |
| Température maximale moyenne (°C)     | 4,2              | 5,5            | 9,7           | 13,5          | 17,3          | 21,5        | 23,9          | 23,4           | 18,8          | 13,9            | 8,2             | 5              | 13,7       |
| Record de froid (°C) date du record   | −13,7 04.01.1993 | −15,5 07.02.12 | −15 01.03.05  | −6,9 06.04.21 | −1 06.05.19   | 2 03.06.06  | 6 09.07.1996  | 4,6 31.08.1995 | 0,8 25.09.02  | −4,6 30.10.1997 | −9,5 23.11.1993 | −15,7 20.12.09 | −15,7 2009 |
| Record de chaleur (°C) date du record | 14,9 01.01.22    | 22,2 27.02.19  | 23,2 31.03.21 | 26,5 21.04.18 | 28,7 20.05.22 | 36 27.06.19 | 37,2 24.07.19 | 37,4 12.08.03  | 32,4 08.09.23 | 28,1 09.10.23   | 20,4 07.11.15   | 14,5 31.12.21  | 37,4 2003  |
| Précipitations (mm)                   | 82,2             | 66,4           | 63,7          | 74,2          | 88,9          | 76,3        | 76,7          | 71,3           | 74            | 86,3            | 91,9            | 86,2           | 938,1      |

## Urbanisme

### Typologie
Au 1er janvier 2024, Saint-Martin-du-Mont est catégorisée commune rurale à habitat dispersé, selon la nouvelle grille communale de densité à 7 niveaux définie par l'Insee en 2022.
Elle est située hors unité urbaine. Par ailleurs la commune fait partie de l'aire d'attraction de Dijon, dont elle est une commune de la couronne,. Cette aire, qui regroupe 333 communes, est catégorisée dans les aires de 200 000 à moins de 700 000 habitants,.

### Occupation des sols
L'occupation des sols de la commune, telle qu'elle ressort de la base de données européenne d’occupation biophysique des sols Corine Land Cover (CLC), est marquée par l'importance des territoires agricoles (63,9 % en 2018), une proportion sensiblement équivalente à celle de 1990 (64,1 %). La répartition détaillée en 2018 est la suivante : 
terres arables (53,2 %), forêts (35,1 %), prairies (9,2 %), zones agricoles hétérogènes (1,5 %), zones urbanisées (1 %). L'évolution de l’occupation des sols de la commune et de ses infrastructures peut être observée sur les différentes représentations cartographiques du territoire : la carte de Cassini (XVIIIe siècle), la carte d'état-major (1820-1866) et les cartes ou photos aériennes de l'IGN pour la période actuelle (1950 à aujourd'hui).

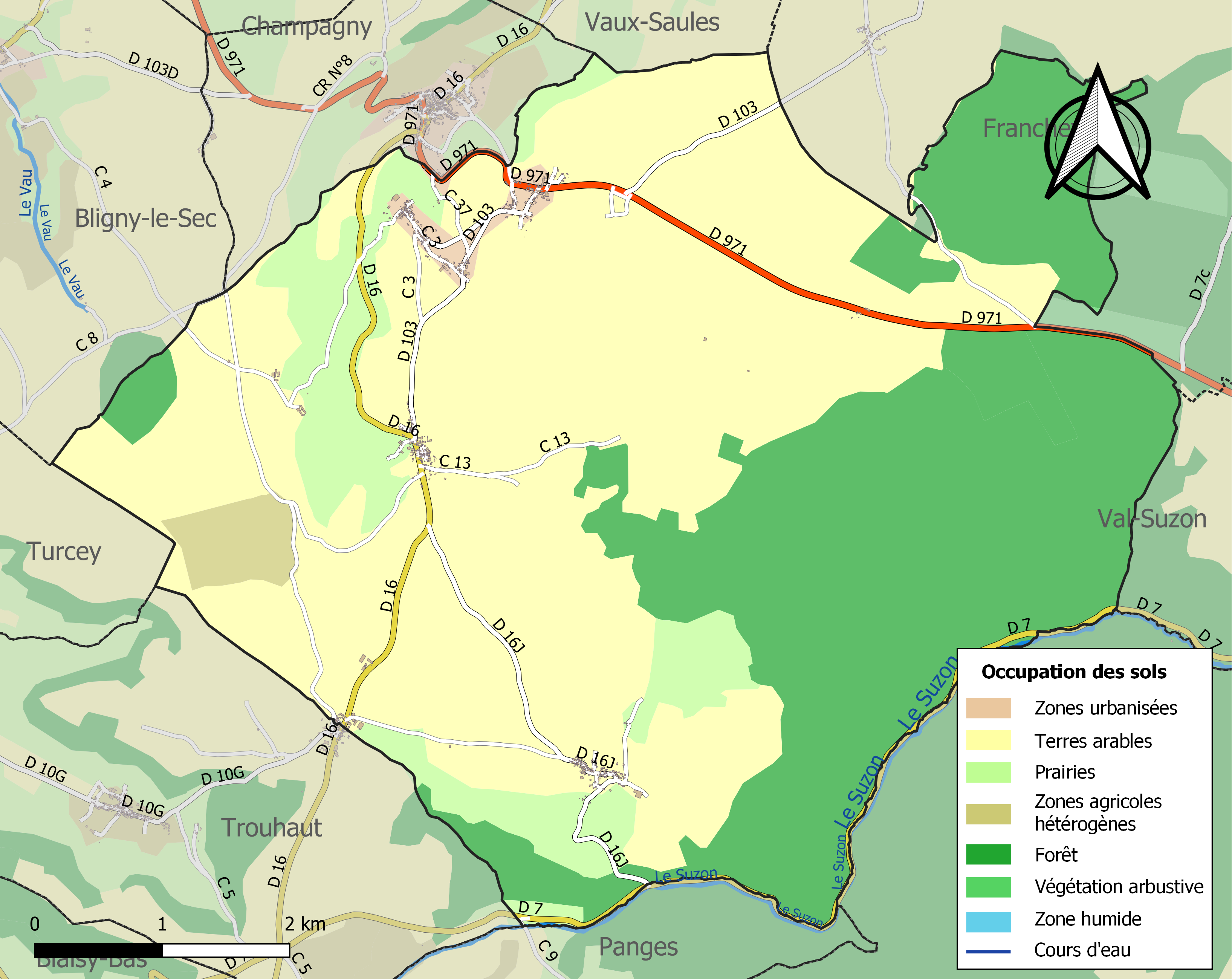
Carte des infrastructures et de l'occupation des sols de la commune en 2018 (CLC).

## Histoire
Le village avait un moulin à vent.

## Composition
La commune est composée de plusieurs hameaux : Saint-Martin-du-Mont, Cestres, les fermes de Champcourt, Bordes Bricard, Froideville, le lieu-dit de la Casquette, Bordes Pillot et Fromenteau.

## Politique et administration
| Période                                  | Période   | Identité          | Étiquette | Qualité |
| ---------------------------------------- | --------- | ----------------- | --------- | ------- |
| mars 2008                                | mars 2014 | Mme Nadine Molard |           |         |
| mars 2012                                | en cours  | Denis Mairet      |           |         |
| Les données manquantes sont à compléter. |           |                   |           |         |

## Démographie
L'évolution du nombre d'habitants est connue à travers les recensements de la population effectués dans la commune depuis 1793. Pour les communes de moins de 10 000 habitants, une enquête de recensement portant sur toute la population est réalisée tous les cinq ans, les populations de référence des années intermédiaires étant quant à elles estimées par interpolation ou extrapolation. Pour la commune, le premier recensement exhaustif entrant dans le cadre du nouveau dispositif a été réalisé en 2005.

En 2022, la commune comptait 464 habitants, en évolution de +5,22 % par rapport à 2016 (Côte-d'Or : +0,82 %, France hors Mayotte : +2,11 %).
| 1793 | 1800 | 1806 | 1821 | 1836 | 1841 | 1846 | 1851 | 1856 |
| ---- | ---- | ---- | ---- | ---- | ---- | ---- | ---- | ---- |
| 725  | 858  | 894  | 860  | 894  | 947  | 915  | 886  | 792  |

| 1861 | 1866 | 1872 | 1876 | 1881 | 1886 | 1891 | 1896 | 1901 |
| ---- | ---- | ---- | ---- | ---- | ---- | ---- | ---- | ---- |
| 747  | 689  | 643  | 630  | 566  | 560  | 525  | 465  | 415  |

| 1906 | 1911 | 1921 | 1926 | 1931 | 1936 | 1946 | 1954 | 1962 |
| ---- | ---- | ---- | ---- | ---- | ---- | ---- | ---- | ---- |
| 411  | 424  | 403  | 392  | 403  | 369  | 376  | 357  | 306  |

| 1968 | 1975 | 1982 | 1990 | 1999 | 2005 | 2006 | 2010 | 2015 |
| ---- | ---- | ---- | ---- | ---- | ---- | ---- | ---- | ---- |
| 305  | 262  | 285  | 332  | 354  | 407  | 419  | 451  | 447  |

| 2020 | 2022 | - | - | - | - | - | - | - |
| ---- | ---- | - | - | - | - | - | - | - |
| 462  | 464  | - | - | - | - | - | - | - |

## Lieux et monuments
- Église paroissiale Saint-Martin.

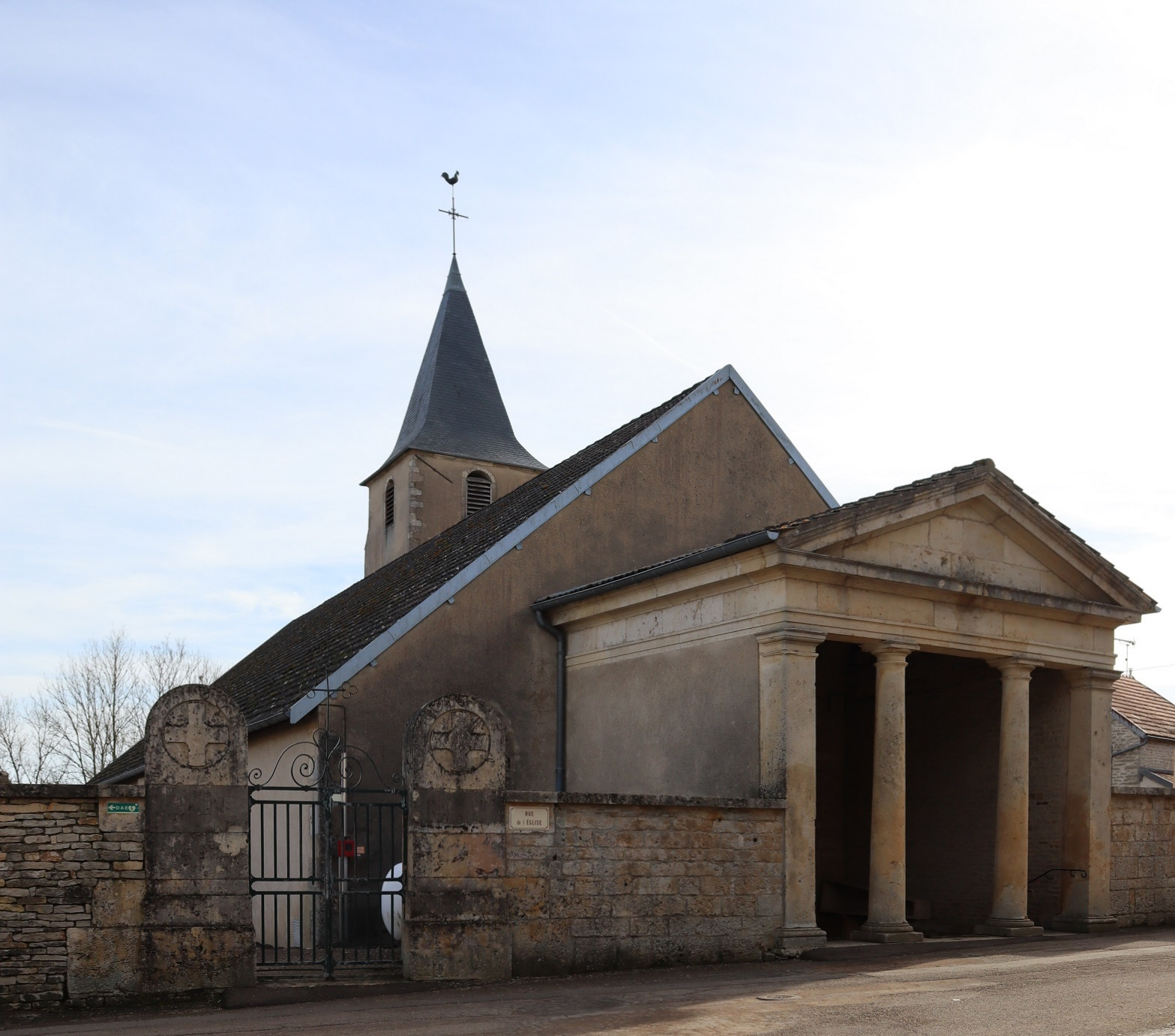
L'église paroissiale Saint-Martin.

- Monument des aviateurs situé vers la Casquette.
- Six éoliennes ont été implantées sur la commune en 2008, sur les 25 que comporte le canton.
- Depuis 2004, des fouilles archéologiques sur un village médiéval déserté sont entreprises dans les bois de Cestres.

## Sites naturels protégés
- Les milieux forestiers, prairies et pelouses de la Haute vallée du Suzon sont classés Site d'Importance Communautaire  Natura 2000.